# باناجوتيس ديميترياديس
باناجوتيس ديميترياديس (بالسويدية: Panajotis Dimitriadis)‏ (12 أغسطس 1986 بستوكهولم في السويد - ) هو لاعب كرة قدم سويدي في مركز الوسط. لعب مع أيك سولنا وغنتشلربيرليغي ونادي برومابويكارنا ونادي ساندفيورد ونادي يورغوردينس ونادي فاسالوندس.

## وصلات خارجية
- باناجوتيس ديميترياديس على موقع اتحاد السويد (السويدية)
- باناجوتيس ديميترياديس على موقع اتحاد تركيا (لاعب) (الإنجليزية)
- باناجوتيس ديميترياديس على موقع قاعدة بيانات كرة القدم.إي يو (الإنجليزية)
- باناجوتيس ديميترياديس على موقع Soccerway.com (الإنجليزية)
- باناجوتيس ديميترياديس على موقع عالم كرة القدم.نت (الإنجليزية)